# Rousseau (circonscription provinciale)
Pour les articles homonymes, voir Rousseau.
Circonscription électorale provinciale du Canada
Rousseau est une circonscription électorale provinciale du Québec. À la suite de la dernière refonte de la carte électorale, le territoire de la circonscription de Rousseau correspond parfaitement à celui de la MRC de Montcalm, dans la région de Lanaudière. Elle tire son nom de Jacques Rousseau (1905-1970), ethnobotaniste et explorateur.

## Historique
La circonscription de Rousseau a été créée en 1980, détachée des circonscriptions de Joliette-Montcalm, L'Assomption et Prévost. Elle est légèrement réduite en 1988 quand la ville de Sainte-Anne-des-Plaines passe dans la nouvelle circonscription de Masson. Elle perd en 1992 les municipalités de sa partie nord, qui vont dans Bertrand, mais gagne du territoire de Joliette. En 2011 Rousseau gagne du terrain sur Bertrand mais en perd sur L'Assomption. En 2017, avec l'augmentation rapide de la population dans la région, le territoire de Rousseau est encore modifié ; deux municipalités à l'ouest passent dans la nouvelle circonscription de Prévost, trois au nord vont dans Bertrand, mais trois autres qui étaient dans Joliette sont amenées dans Rousseau.

## Territoire et limites
La circonscription de Rousseau regroupe les municipalités suivantes : 
- Saint-Alexis
- Saint-Calixte
- Saint-Esprit
- Saint-Jacques
- Sainte-Julienne
- Saint-Liguori
- Saint-Lin–Laurentides
- Sainte-Marie-Salomé
- Saint-Roch-de-l'Achigan
- Saint-Roch-Ouest

## Liste des députés

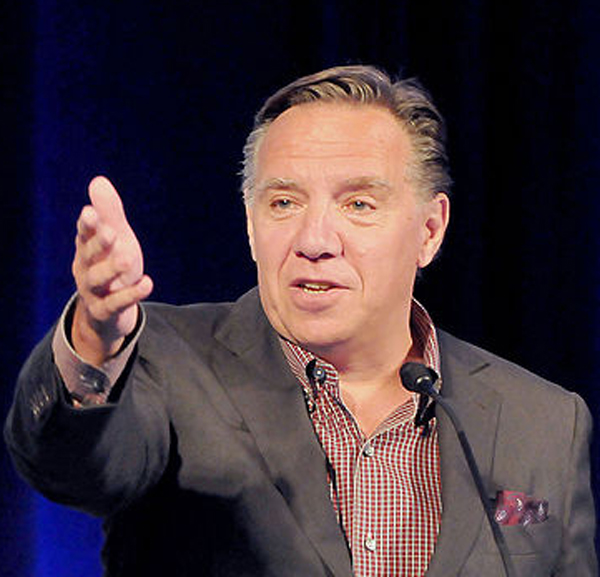
François-Legault, député péquiste de Rousseau de 1998 à 2009 et actuel premier ministre du Québec depuis 2018.

| Législature | Années       | Député           | Député               | Parti            |
| ----------- | ------------ | ---------------- | -------------------- | ---------------- |
| Rousseau    |              |                  |                      |                  |
| 32e         | 1981–1985    |                  | René Blouin          | Parti québécois  |
| 33e         | 1985–1989    |                  | Robert Thérien       | Libéral          |
| 34e         | 1989–1994    |                  | Robert Thérien       | Libéral          |
| 35e         | 1994–1998    |                  | Lévis Brien          | Parti québécois  |
| 36e         | 1998–2003    | François Legault |                      | Parti québécois  |
| 37e         | 2003–2007    | François Legault |                      | Parti québécois  |
| 38e         | 2007–2008    | François Legault |                      | Parti québécois  |
| 39e         | 2008–2009    | François Legault |                      | Parti québécois  |
| 39e         | 2009–2012    | Nicolas Marceau  |                      | Parti québécois  |
| 40e         | 2012–2014    | Nicolas Marceau  |                      | Parti québécois  |
| 41e         | 2014–2018    | Nicolas Marceau  |                      | Parti québécois  |
| 42e         | 2018–2021    |                  | Louis-Charles Thouin | Coalition avenir |
| 42e         | 2021–2021    |                  | Louis-Charles Thouin | Indépendant      |
| 42e         | 2021–2022    |                  | Louis-Charles Thouin | Coalition avenir |
| 43e         | 2022–présent |                  | Louis-Charles Thouin | Coalition avenir |

## Résultats électoraux

### Évolution pour les principaux partis
| |
| - Parti québécois - Parti libéral - Union nationale (ancien) - Action démocratique (ancien) - Québec solidaire - Coalition avenir - Parti conservateur |

### Résultats détaillés
|                                                                                               | Nom                            | Parti            | Nombre de voix | %      | Maj.  |
| --------------------------------------------------------------------------------------------- | ------------------------------ | ---------------- | -------------- | ------ | ----- |
|                                                                                               | Louis-Charles Thouin (sortant) | Coalition avenir | 14 117         | 50,6 % | 9 132 |
|                                                                                               | Pierre Vanier                  | Parti québécois  | 4 985          | 17,9 % | -     |
|                                                                                               | Gisèle Desroches               | Conservateur     | 4 180          | 15 %   | -     |
|                                                                                               | Ernesto Castro Roch            | Québec solidaire | 3 667          | 13,1 % | -     |
|                                                                                               | Estelle Regina Lokrou          | Libéral          | 963            | 3,5 %  | -     |
| Total                                                                                         | Total                          | Total            | 27 912         | 100 %  |       |
| Le taux de participation lors de l'élection était de 61,5 % et 580 bulletins ont été rejetés. |                                |                  |                |        |       |

|                                                                                               | Nom                       | Parti               | Nombre de voix | %      | Maj.  |
| --------------------------------------------------------------------------------------------- | ------------------------- | ------------------- | -------------- | ------ | ----- |
|                                                                                               | Louis-Charles Thouin      | Coalition avenir    | 14 464         | 53,2 % | 7 304 |
|                                                                                               | Nicolas Marceau (sortant) | Parti québécois     | 7 160          | 26,4 % | -     |
|                                                                                               | Hélène Dubé               | Québec solidaire    | 3 531          | 13 %   | -     |
|                                                                                               | Patrick Watson            | Libéral             | 1 419          | 5,2 %  | -     |
|                                                                                               | Michel Lacasse            | Citoyens au pouvoir | 323            | 1,2 %  | -     |
|                                                                                               | Richard Evanko            | Conservateur        | 271            | 1 %    | -     |
| Total                                                                                         | Total                     | Total               | 27 168         | 100 %  |       |
| Le taux de participation lors de l'élection était de 66,2 % et 580 bulletins ont été rejetés. |                           |                     |                |        |       |

|                                                                                               | Nom                       | Parti            | Nombre de voix | %      | Maj. |
| --------------------------------------------------------------------------------------------- | ------------------------- | ---------------- | -------------- | ------ | ---- |
|                                                                                               | Nicolas Marceau (sortant) | Parti québécois  | 15 480         | 38,7 % | 813  |
|                                                                                               | Claude Charette           | Coalition avenir | 14 667         | 36,7 % | -    |
|                                                                                               | Mario Racette             | Libéral          | 6 911          | 17,3 % | -    |
|                                                                                               | François Lépine           | Québec solidaire | 2 548          | 6,4 %  | -    |
|                                                                                               | Chantal St-Onge           | Option nationale | 362            | 0,9 %  | -    |
| Total                                                                                         | Total                     | Total            | 39 968         | 100 %  |      |
| Le taux de participation lors de l'élection était de 64,5 % et 762 bulletins ont été rejetés. |                           |                  |                |        |      |

|                                                                                               | Nom                       | Parti                        | Nombre de voix | %      | Maj.  |
| --------------------------------------------------------------------------------------------- | ------------------------- | ---------------------------- | -------------- | ------ | ----- |
|                                                                                               | Nicolas Marceau (sortant) | Parti québécois              | 18 112         | 41,7 % | 1 116 |
|                                                                                               | Laurence R. Fortin        | Coalition avenir             | 16 996         | 39,1 % | -     |
|                                                                                               | Mario Racette             | Libéral                      | 5 186          | 11,9 % | -     |
|                                                                                               | François Lépine           | Québec solidaire             | 2 163          | 5 %    | -     |
|                                                                                               | Gilles Chapdelaine        | Option nationale             | 536            | 1,2 %  | -     |
|                                                                                               | Robert Boucher            | Indépendant                  | 232            | 0,5 %  | -     |
|                                                                                               | André Matteau             | Parti indépendantiste (2008) | 189            | 0,4 %  | -     |
| Total                                                                                         | Total                     | Total                        | 43 414         | 100 %  |       |
| Le taux de participation lors de l'élection était de 72,5 % et 686 bulletins ont été rejetés. |                           |                              |                |        |       |

|                                                                                               | Nom                | Parti               | Nombre de voix | %      | Maj.  |
| --------------------------------------------------------------------------------------------- | ------------------ | ------------------- | -------------- | ------ | ----- |
|                                                                                               | Nicolas Marceau    | Parti québécois     | 9 529          | 57 %   | 4 381 |
|                                                                                               | Michel Fafard      | Libéral             | 5 148          | 30,8 % | -     |
|                                                                                               | Jean-Pierre Parrot | Action démocratique | 782            | 4,7 %  | -     |
|                                                                                               | François Lépine    | Québec solidaire    | 735            | 4,4 %  | -     |
|                                                                                               | Guy Rainville      | Vert                | 514            | 3,1 %  | -     |
| Total                                                                                         | Total              | Total               | 16 708         | 100 %  |       |
| Le taux de participation lors de l'élection était de 30,2 % et 216 bulletins ont été rejetés. |                    |                     |                |        |       |

|                                                                                             | Nom                        | Parti               | Nombre de voix | %      | Maj.   |
| ------------------------------------------------------------------------------------------- | -------------------------- | ------------------- | -------------- | ------ | ------ |
|                                                                                             | François Legault (sortant) | Parti québécois     | 16 513         | 56,8 % | 10 019 |
|                                                                                             | Michel Fafard              | Libéral             | 6 494          | 22,3 % | -      |
|                                                                                             | Jean-Pierre Parrot         | Action démocratique | 4 774          | 16,4 % | -      |
|                                                                                             | François Lépine            | Québec solidaire    | 709            | 2,4 %  | -      |
|                                                                                             | J. Michel Popik            | Vert                | 595            | 2 %    | -      |
| Total                                                                                       | Total                      | Total               | 29 085         | 100 %  |        |
| Le taux de participation lors de l'élection était de 54 % et 461 bulletins ont été rejetés. |                            |                     |                |        |        |

|                                                                                             | Nom                        | Parti               | Nombre de voix | %      | Maj.  |
| ------------------------------------------------------------------------------------------- | -------------------------- | ------------------- | -------------- | ------ | ----- |
|                                                                                             | François Legault (sortant) | Parti québécois     | 14 670         | 41,8 % | 1 410 |
|                                                                                             | Jean-Pierre Parrot         | Action démocratique | 13 260         | 37,8 % | -     |
|                                                                                             | Yves Prud'Homme            | Libéral             | 5 402          | 15,4 % | -     |
|                                                                                             | Richard Chatagneau         | Vert                | 992            | 2,8 %  | -     |
|                                                                                             | Alex Boisdequin-Lefort     | Québec solidaire    | 789            | 2,2 %  | -     |
| Total                                                                                       | Total                      | Total               | 35 113         | 100 %  |       |
| Le taux de participation lors de l'élection était de 69 % et 435 bulletins ont été rejetés. |                            |                     |                |        |       |

|                                                                                             | Nom                        | Parti                 | Nombre de voix | %      | Maj.  |
| ------------------------------------------------------------------------------------------- | -------------------------- | --------------------- | -------------- | ------ | ----- |
|                                                                                             | François Legault (sortant) | Parti québécois       | 14 079         | 47,8 % | 4 952 |
|                                                                                             | Michel F. Brunet           | Libéral               | 9 127          | 31 %   | -     |
|                                                                                             | François Girouard          | Action démocratique   | 5 645          | 19,2 % | -     |
|                                                                                             | Alex Boisdequin-Lefort     | UFP                   | 324            | 1,1 %  | -     |
|                                                                                             | Gérard Gauthier            | Démocratie chrétienne | 249            | 0,8 %  | -     |
| Total                                                                                       | Total                      | Total                 | 29 424         | 100 %  |       |
| Le taux de participation lors de l'élection était de 65 % et 539 bulletins ont été rejetés. |                            |                       |                |        |       |

|                                                                                               | Nom              | Parti                 | Nombre de voix | %      | Maj.  |
| --------------------------------------------------------------------------------------------- | ---------------- | --------------------- | -------------- | ------ | ----- |
|                                                                                               | François Legault | Parti québécois       | 18 076         | 55,4 % | 8 543 |
|                                                                                               | John A. Redmond  | Libéral               | 9 533          | 29,2 % | -     |
|                                                                                               | Clément Lévesque | Action démocratique   | 4 805          | 14,7 % | -     |
|                                                                                               | Francis Martin   | Démocratie socialiste | 243            | 0,7 %  | -     |
| Total                                                                                         | Total            | Total                 | 32 657         | 100 %  |       |
| Le taux de participation lors de l'élection était de 75,9 % et 457 bulletins ont été rejetés. |                  |                       |                |        |       |